# 马欧湾
马欧湾（法語：Baie-Mahault，法語發音：[bɛ ma.o]）是法国海外省瓜德罗普拜马欧的一个海湾，范围圣瓦斯特角至马德莱娜角。